# Michel Doukeris
Michel Doukeris (Lages, 1973) é um empresário brasileiro e CEO da AB InBev, a maior empresa de cerveja do mundo.

## Biografia
Doukeris nasceu em Lages, região serrana de Santa Catarina, em 1973. Formou-se em engenharia química pela Universidade Federal de Santa Catarina e fez mestrado pela Fundação Getulio Vargas. Frequentou programas de pós-graduação na Wharton School e na Kellogg School of Management nos EUA.
Doukeris ingressou na AB InBev em 1996 e trabalhou na América Latina antes de liderar as operações na China e Ásia-Pacífico por sete anos. Em 2016, tornou-se diretor global de vendas, baseado nos EUA. Em janeiro de 2018, assumiu a liderança dos negócios da Anheuser-Busch e da AB InBev na América do Norte. Em julho de 2021, Doukeris sucedeu Carlos Brito, que havia sido CEO da AB InBev por 15 anos.